# Melasina amica
Melasina amica är en fjärilsart som beskrevs av Edward Meyrick 1908. Melasina amica ingår i släktet Melasina och familjen säckspinnare. Inga underarter finns listade i Catalogue of Life.